# Katzianerova vojna
Katzianerova vojna bio je neuspješni pokušaj Habsburške vojske istjerivanja Osmanlija s područja Slavonije. Unatoč tome što je podignuta vojska bila solidno opremljena i opskrbljena, Katzianer nije uspio ispuniti ni jednu od svojih zadaća, te je u konačnici njegova vojska potpuno uništena u bitki kod Gorjana 9. listopada 1537.

## Kontekst
Nakon poraza ugarske vojske u bitki na Mohačkom polju hrvatsko je plemstvo na Saboru u Cetingradu izabralo Ferdinanda Habsburškog za novoga kralja, dok je istovremeno ugarsko i slavonsko plemstvo na svojim saborima za kralja izabralo erdeljskog (transilvanijskog) plemića Ivana Zapolju. To je zemlju zapravo dovelo u stanje građanskog rata između pobornika dva protukralja. Do 1528. godine pro-Habsburška je struja uspjela ostvariti vojnu prednost na terenu u mađarskim zemljama. Zapolja je na ovo odgovorio prisegnuvši na vjernost i stupivši u vazalski odnos s osmanskim sultanom. 
Do proljeća 1537. godine Ferdinand Habsburški se odlučio konkretnije angažirati u naporima protiv Osmanlija pa je poslao u Križevce svog iskusnog vojskovođu Johanna (Ivana) Katzianera kako bi ovaj prikupio vojsku i krenuo s pripremama za zauzimanje Osijeka, čime se je Turcima trebala prepriječiti komunikacija između Beograda i mađarskih zemalja, te blokirati daljnje napredovanje prema zapadu Slavonije.

## Vojni pohod
U kolovozu 1537. Katzianerova je vojska bila utaborena kod Križevaca. Do mjeseca rujna vojska je počela marširati prema Virovitici, no njeno su jedinstvo uskoro počeli nagrizati sukobi između zapovjednika Katzianera i Schlicka oko nadležnosti, te sukobi između čeških i štajerskih vojnika. Do 10. rujna postrojbe su stigle do Virovitice, ali su tamo ostale bez hrane, te su se počele dalje osipati zbog jesenskih kiša i bolesti. 
Do sredine rujna Katzianerova je vojska stigla do Valpova, gdje je započela s pripremama za napad na Osijek. U međuvremenu, Osmanlije su poslale 5.000 vojnika kao pojačanje osječkom garnizonu, što je Katzianeru smanjilo šanse za uspjeh. Nakon što nisu ništa uspjeli napraviti pod Osijekom, ratni su se zapovjednici odlučili za povlačenje prema Valpovu. Međutim, Osmanlije su im već presjekli put, pa su ponovno promijenili planove i krenuli prema jugoistoku, u močvarna područja oko rijeke Vuke. Pritom su im stalne probleme zadavali osmanski prepadi. Do sedmog listopada gladna i iscrpljena vojska stigla je do mjesta Gorjani, nadajući se pronalasku puta na sjever prema Valpovu kako bi riješili problem opskrbe hranom. U međuvremenu su oni vojnici koji su ostali, saznali da su Katzianer i još neki drugi zapovjednici već pobjegli. Ono što je ostalo od vojske Turci su do kraja uništili u bitki kod Gorjana, koja se odvila 9. listopada čime je cijeli vojni pohod neslavno propao.  

## Epilog
Fijasko koji je doživjela Katzianerova vojna razljutio je cara Ferdinanda, pa je Katzianeru suđeno za kukavičluk nakon čega je bačen u tamnicu. Kasnije je pobjegao iz tamnice i usput ubio nekog seljaka. U konačnici ga je uhvatio Nikola Šubić Zrinski i dao pogubiti 1539. godine. 